# Big Mac
Big Mac là một loại hamburger được bán bởi chuỗi nhà hàng đồ ăn nhanh quốc tế McDonald's. Món ăn được giới thiệu tại Vùng đô thị Pittsburgh vào năm 1967 và trên toàn nước Mỹ vào năm 1968. Ngoài ra, đây cũng là một trong những sản phẩm chủ lực của công ty.

## Lịch sử
Big Mac được phát minh bởi doanh nhân Jim Delligatti, người mà McDonald's nhượng quyền thương hiệu vào khoảng mười năm trước, lúc bấy giờ đang điều hành một số nhà hàng ở khu vực Pittsburgh. Món ăn ra đời ngay trong căn bếp của nhà hàng McDonald's đầu tiên do Delligatti quản lý, nằm trên đường McKnight ở ngoại ô xã Ross. Trước đó, Big Mac có hai cái tên nhưng chúng đều thất bại trên thị trường: Aristocrat, làm cho người tiêu dùng cảm thấy khó hiểu và khó phát âm, cùng Blue Ribbon Burger. Cái tên thứ ba, Big Mac, là sáng kiến của Esther Glickstein Rose, một thư ký quảng cáo 21 tuổi từng làm việc tại trụ sở của McDonald's ở Oak Brook, Illinois. Bánh Big Mac ra mắt công chúng tại nhà hàng của Delligatti ở Uniontown, Pennsylvania vào năm 1967, được bán với mức giá 45 xu  nhằm cạnh tranh với dòng Hamburger Big Boy đến từ chuỗi nhà hàng Big Boy; khi ấy, Eat'n Park đang là bên nhận nhượng quyền Big Boy tại khu vực Pittsburgh. Món bánh Big Mac dần trở nên phổ biến và được bổ sung vào thực đơn của tất cả các nhà hàng ở Hoa Kỳ vào năm 1968. Tính đến nay, món này vẫn được nhiều trang truyền thông công nhận là sản phẩm bán chạy thứ hai của McDonald's, chỉ sau khoai tây chiên.

## Sản phẩm

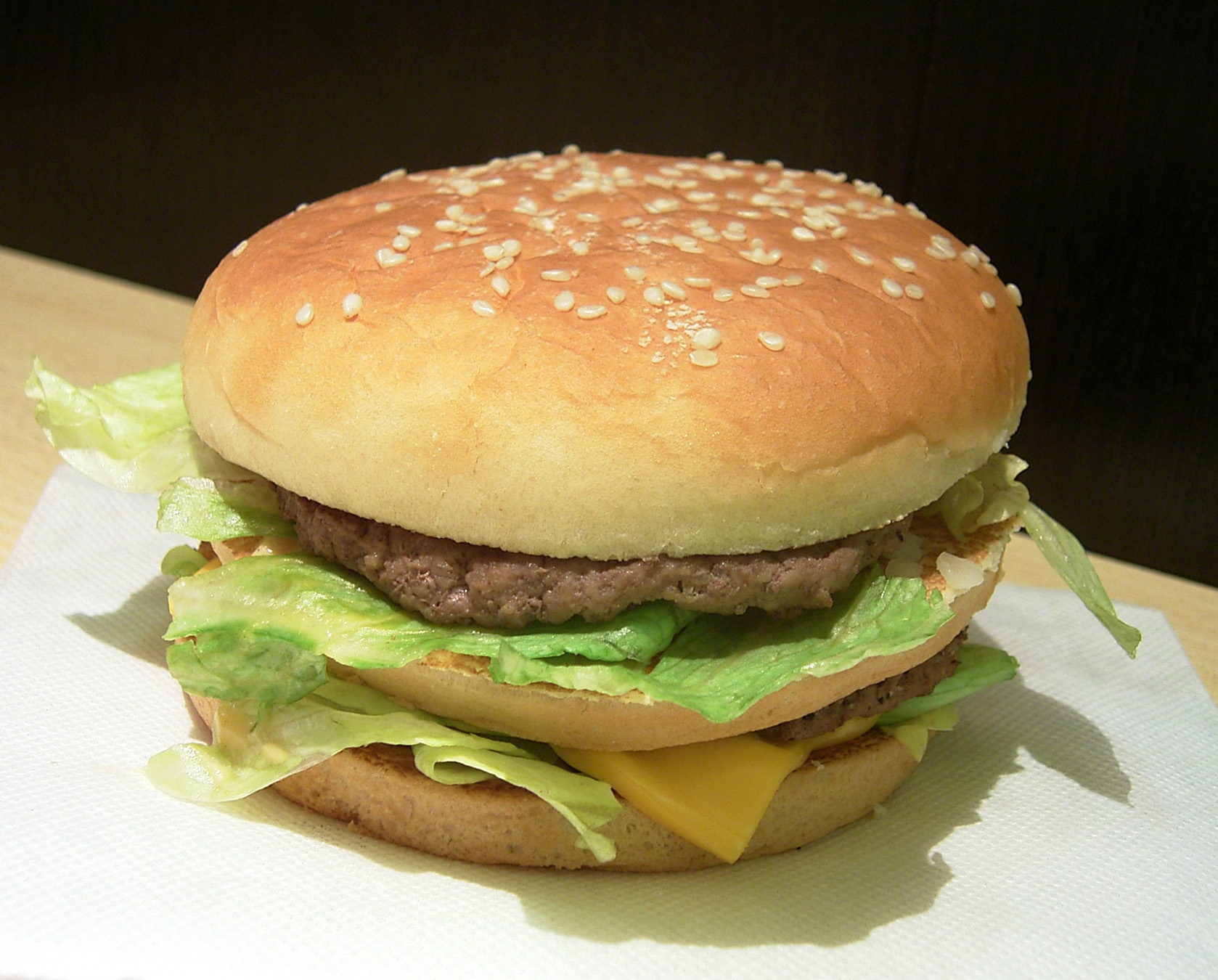
Bánh Big Mac ở Nhật Bản

Một cái Big Mac tiêu chuẩn gồm có: hai miếng thịt bò xay 1,6 oz (45,4 g), "nước xốt đặc biệt" (một biến tấu của xốt Thousand Island), xà lách búp Mỹ, pho mát Mỹ, dưa chuột muối chua và hành tây, được đặt xen kẽ giữa một cái bánh mì ba lát rải hạt mè. Ngày 1 tháng 10 năm 2018, McDonalds cho biết hãng sẽ loại bỏ tất cả các chất bảo quản, hương liệu cũng như phẩm màu nhân tạo ra khỏi món ăn.
Big Mac nổi tiếng trên toàn thế giới và thường được sử dụng như một biểu tượng của chủ nghĩa tư bản cũng như sự suy tàn của Mỹ. Vì Big Mac rất phổ biến và có thể so sánh trên các thị trường, nên The Economist đã sử dụng món bánh làm điểm tham chiếu cho một chỉ số đo lường ngang giá sức mua giữa các quốc gia khác nhau trên thế giới – chỉ số Big Mac. Chỉ số này đôi khi còn được gọi là Burgernomics.

### Nước xốt đặc biệt
Cái tên này đã trở nên phổ biến nhờ một chiến dịch quảng cáo năm 1974, trong đó liệt kê chi tiết các thành phần bên trong Big Mac: "Hai miếng thịt bò, nước xốt đặc biệt, rau xà lách, pho mát, dưa chuột muối chua, hành tây - trên một chiếc bánh mì hạt mè."
Nước xốt Big Mac được vận chuyển đến các nhà hàng McDonald's trong những hộp kín do Sealright thiết kế, rồi các nhân viên sẽ đổ chúng vào "súng bắn nước xốt" được hiệu chỉnh đặc biệt để bắn ra một lượng nước xốt cụ thể trong mỗi lần bóp cò. Thiết kế của loại súng này tương tự như súng bắn keo Sikaflex.
Năm 2012, bếp trưởng điều hành Dan Coudreaut của McDonald's đã đăng tải một video lên YouTube, tiết lộ công thức của loại nước xốt đặc biệt. Thành phần của món xốt bao gồm mayonnaise mua ở cửa hàng, dưa chuột muối chua ngọt và mù tạt vàng đánh bông cùng với giấm, bột tỏi, bột hành tây và bột ớt paprika.
Vào năm 2018, McDonald's đã cải tiến loại nước xốt đặc biệt bằng cách loại bỏ kali sorbat, natri benzoat và calci dinatri EDTA ra khỏi món xốt.

### Hộp đựng bánh

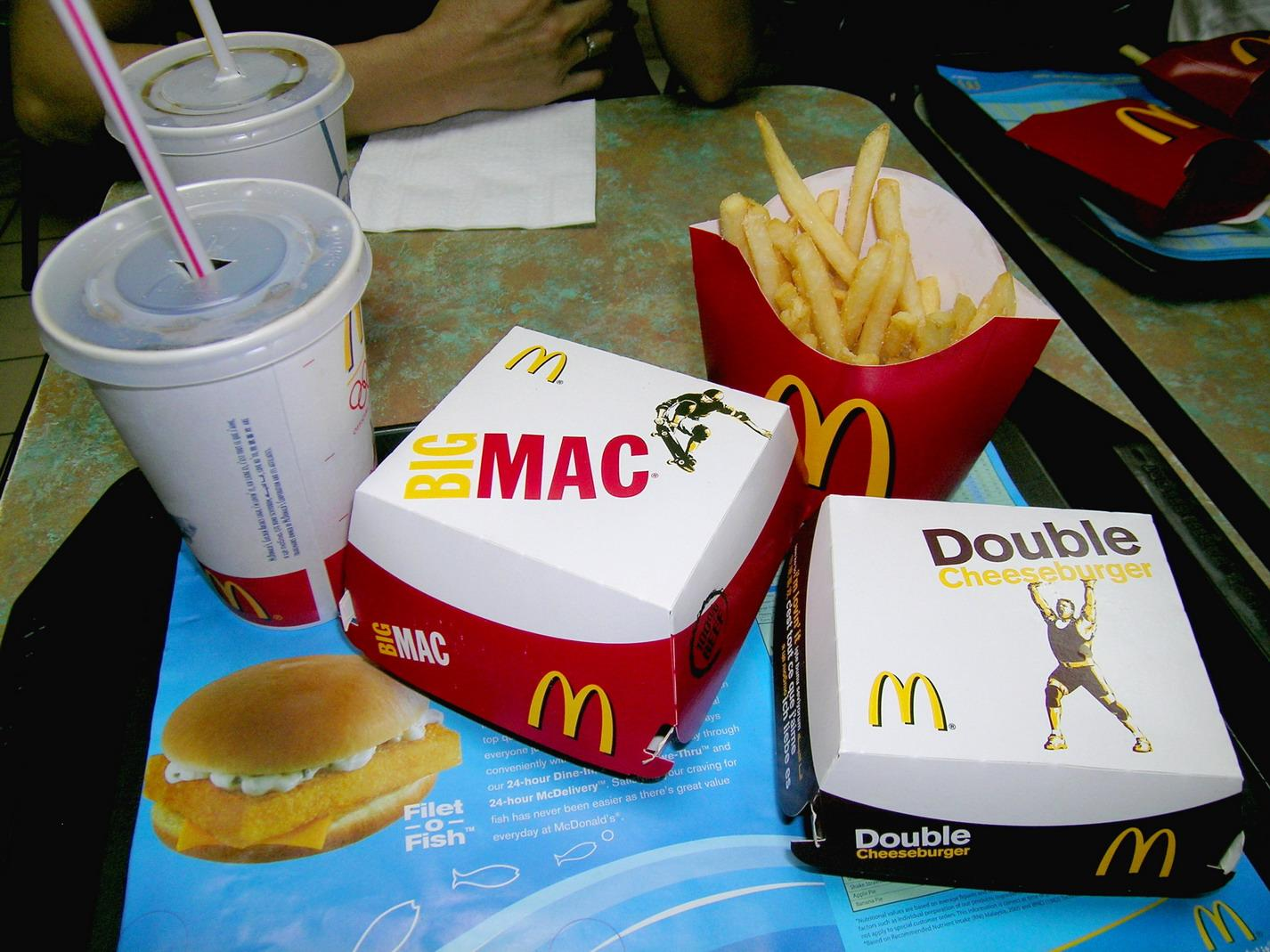
Hộp đựng bánh Big Mac

Ban đầu người ta đựng bánh Big Mac (cùng nhiều sản phẩm khác của McDonald's) trong một loại hộp các tông có thể gập lại, rồi sau đó chuyển sang dùng loại hộp xốp dạng "nắp gập" vào cuối những năm 1970. Từ năm 1990, hộp xốp dần bị loại bỏ do những lo ngại về ô nhiễm môi trường. Giờ đây, trong các hoạt động trao đổi mua bán, người ta thường hay đựng bánh Big Mac trong một loại hộp các tông khác.

## Hoạt động quảng cáo
Những hoạt động quảng cáo bánh burger đầu tiên của McDonald's chủ yếu diễn ra dưới hình thức báo in, ngoài ra còn có lần nam ca sĩ Hoyt Axton biểu diễn ca khúc "The Ballad of Big Mac" trên truyền hình vào năm 1969.

### Khẩu hiệuHai miếng thịt bò
Keith Reinhard, Chủ tịch danh dự của DDB Worldwide, cùng đội ngũ sáng tạo của mình thuộc Needham Harper and Steers là những người sáng tạo ra khẩu hiệu Hai miếng thịt bò, nước xốt đặc biệt, rau xà lách, pho mát, dưa chuột muối chua, hành tây - trên một chiếc bánh mì hạt mè. Ban đầu, những thành phần này xuất hiện dưới dạng tiêu đề một từ trong một quảng cáo mà McDonald phát triển cho các tờ báo đại học. Những từ này sau đó được Mark Vieha (người biểu diễn điệp khúc quảng cáo đầu tiên) đặt thành lời bài hát. Đợt quảng cáo đầu tiên chỉ diễn ra trong một năm rưỡi và ngừng lên sóng vào năm 1976, nhưng sự nổi tiếng của nó vẫn vượt ra lằn ranh truyền hình và ăn sâu vào tiềm thức người dân.
Trong chiến dịch ban đầu ở Hoa Kỳ, nhiều thương hiệu nhượng quyền đã khởi động một loạt các chương trình khuyến mãi, trong đó họ tặng một chiếc hamburger miễn phí cho những khách hàng có thể đọc thuộc lòng khẩu hiệu trong một thời gian nhất định (thường là hai hoặc ba giây). Những chương trình đó diễn ra một cách thành công, khi nhiều nhà điều hành McDonald's ở thành phố New York đã bán hết bánh Big Mac. McDonald's ở Úc cũng xướng lên một chiến dịch tương tự trong thập niên 1980, còn vài nhà hàng McDonald's ở Brazil thì tặng khách hàng một ly Coca Cola miễn phí (chứ không phải hamburger).
Vào năm 2003, McDonald's đã hồi sinh khẩu hiệu Hai miếng thịt bò, nước xốt đặc biệt, rau xà lách, pho mát, dưa chuột muối chua, hành tây - trên một chiếc bánh mì hạt mè. Trong một quảng cáo tiếng Anh từ chiến dịch quốc tế "I'm lovin 'it" của McDonald's, một rapper đã đọc tên nhãn hiệu của công ty trong đoạn nhạc nền. Cũng trong năm 2003, American Greetings và Carlton Cards đã phát hành một vật trang trí Giáng sinh hình chiếc bánh Big Mac. Roy Bergold, Giám đốc Quảng cáo Quốc gia của McDonald's, là người có công lớn trong việc ủng hộ chiến dịch ban đầu và giúp đưa nó trở lại.
Năm 2008, McDonald's Malaysia đã hồi sinh lại khẩu hiệu, với phần thưởng ban đầu là một chiếc Big Mac miễn phí dành tặng cho những khách hàng có thể đọc thuộc lòng cụm từ này trong vòng chưa đầy bốn giây. Nó ra mắt vào tháng 5, cùng thời điểm với đợt khuyến mãi Mega Mac - loại Big Mac có bốn miếng thịt bò thay vì hai miếng.

### Thập niên 1980
Vào đầu những năm 1980, để thực hiện chiến dịch chiêu thị, McDonald's đã tổ chức một cuộc bầu chọn cạnh tranh giữa hai sản phẩm phổ biến nhất của họ. Người tiêu dùng được mời để quyết định xem "Đâu mới là món ăn ngon nhất? Gà McNuggets hay là bánh mì kẹp Big Mac?". Khi khách hàng đặt mua một món hàng, thì họ sẽ nhận được một món hàng khác với mức giá rẻ hơn phân nửa. Sau này, món hàng thứ hai được phát miễn phí. Rốt cuộc thì danh hiệu "Món ngon nhất" thuộc về bánh Big Mac.
Chiến dịch quảng cáo vào thập niên 1980 và đầu những năm 1990 có sự xuất hiện của nhân vật Mac Tonight, cũng như bản nhại lại của bài hát Mack the Knife. Sau một vụ kiện liên quan đến tài sản của cố ca sĩ Bobby Darin – người đã phổ biến bài hát bằng bản thu âm nổi tiếng năm 1958 – nhân vật này đã không còn được sử dụng.

### 2005
Năm 2005, McDonald đã bắt đầu tặng những phần thưởng quảng cáo nhúng đến các nghệ sĩ hip hop đã nhắc đến Big Mac trong bài hát của họ, cũng như trả 5 đô la cho mỗi bài hát đề cập đến bánh hamburger được phát trên radio.  Nghệ sĩ hip hop Mad Skillz đã ám chỉ bóng gió đến hình thức tặng thưởng này trong ca khúc "2005 Wrap Up" của anh: "And I'm beefin' wit' Mickey D's man, y'all dead wrong, Talkin' 'bout payin' rappers to mention Big Macs in their song, We do rap from the heart, y'all better have some respect, Alright, Big Mac! Big Mac! Big Mac! Now where's my check?"

### Thu hồi nhãn hiệu EUIPO 2019
McDonald's đã kiện chuỗi cửa hàng thức ăn nhanh Supermac's của Ireland vì vi phạm nhãn hiệu và tuyên bố cái tên này sẽ gây nhầm lẫn cho người tiêu dùng ở thị trường châu Âu. Vào ngày 11 tháng 1 năm 2019, Văn phòng Sở hữu Trí tuệ Liên minh Châu Âu (EUIPO) đã đưa ra phán quyết có lợi cho Supermac, với lý do McDonald's đã không "sử dụng thực sự" thương hiệu Big Mac, và người ta gọi chiến thắng này là "David vs. Goliath". McDonald's đã đệ trình một bản sao của bài viết về bánh Big Mac trên Wikipedia để làm bằng chứng, nhưng tòa án không công nhận trang Wikipedia là "bằng chứng độc lập".

## Thống kê ở Hoa Kỳ
Năm 2007, Danya Proud, phát ngôn viên của McDonald's, cho biết chỉ riêng ở Hoa Kỳ đã có hơn 560 triệu chiếc Big Mac được bán ra mỗi năm. Điều đó có nghĩa là cứ mỗi giây trôi qua lại có khoảng 17 chiếc Big Mac được bán đi.

## Biến thể

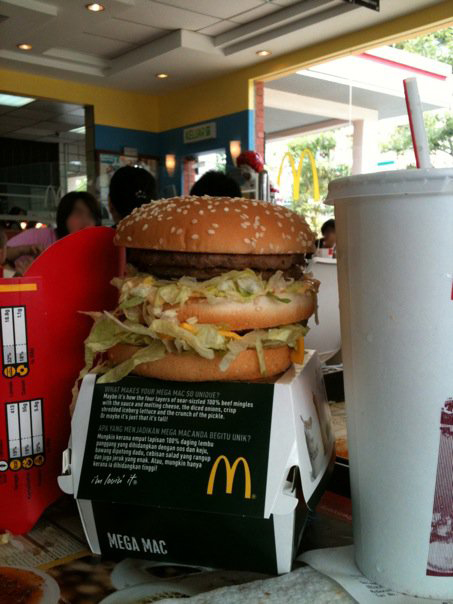
Một cái hamburger Mega Mac, bên cạnh nó là ly Coca-Cola và hộp đựng khoai tây chiên khổng lồ
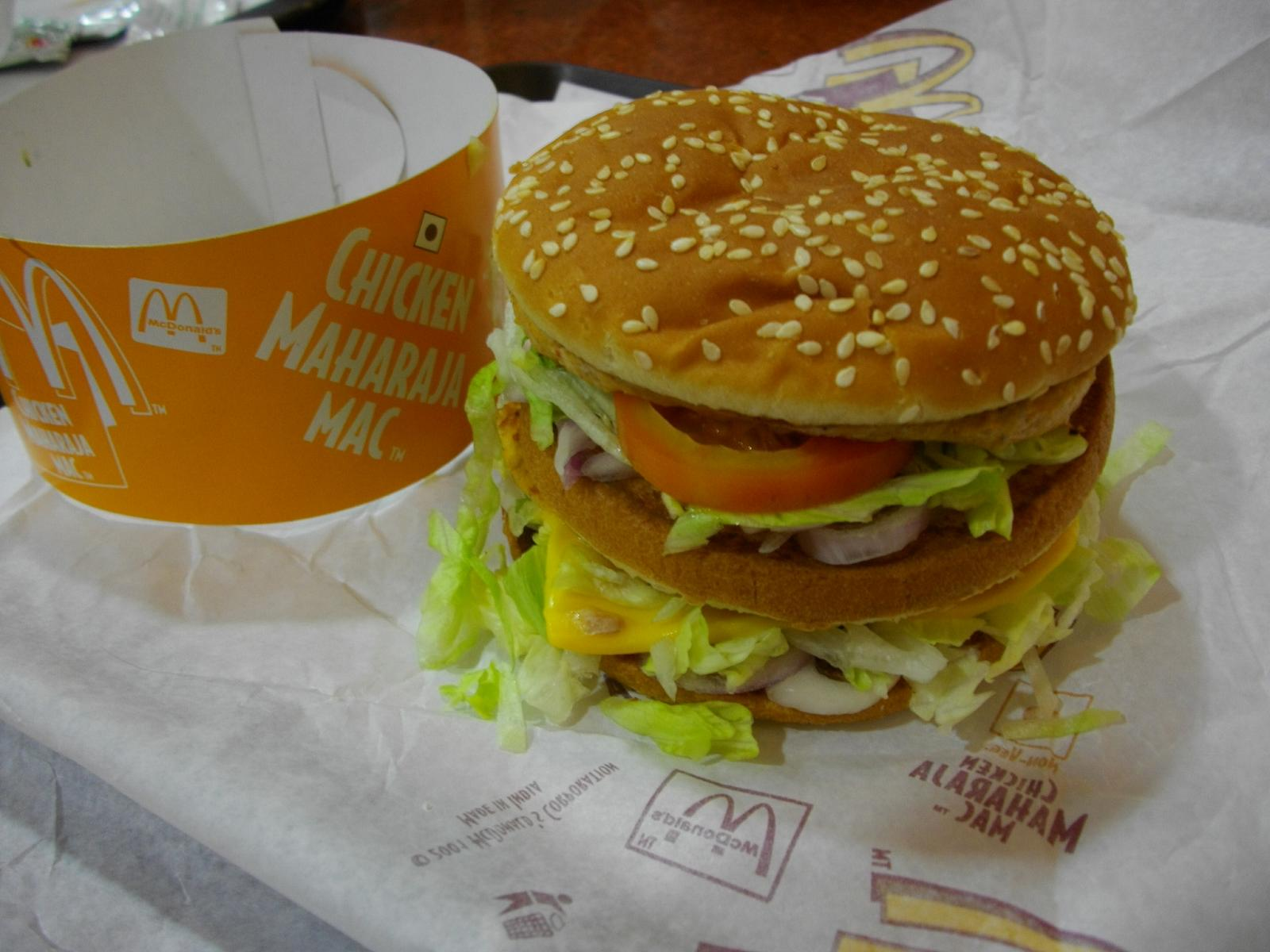
Một cái Maharaja Mac Gà ở Ấn Độ
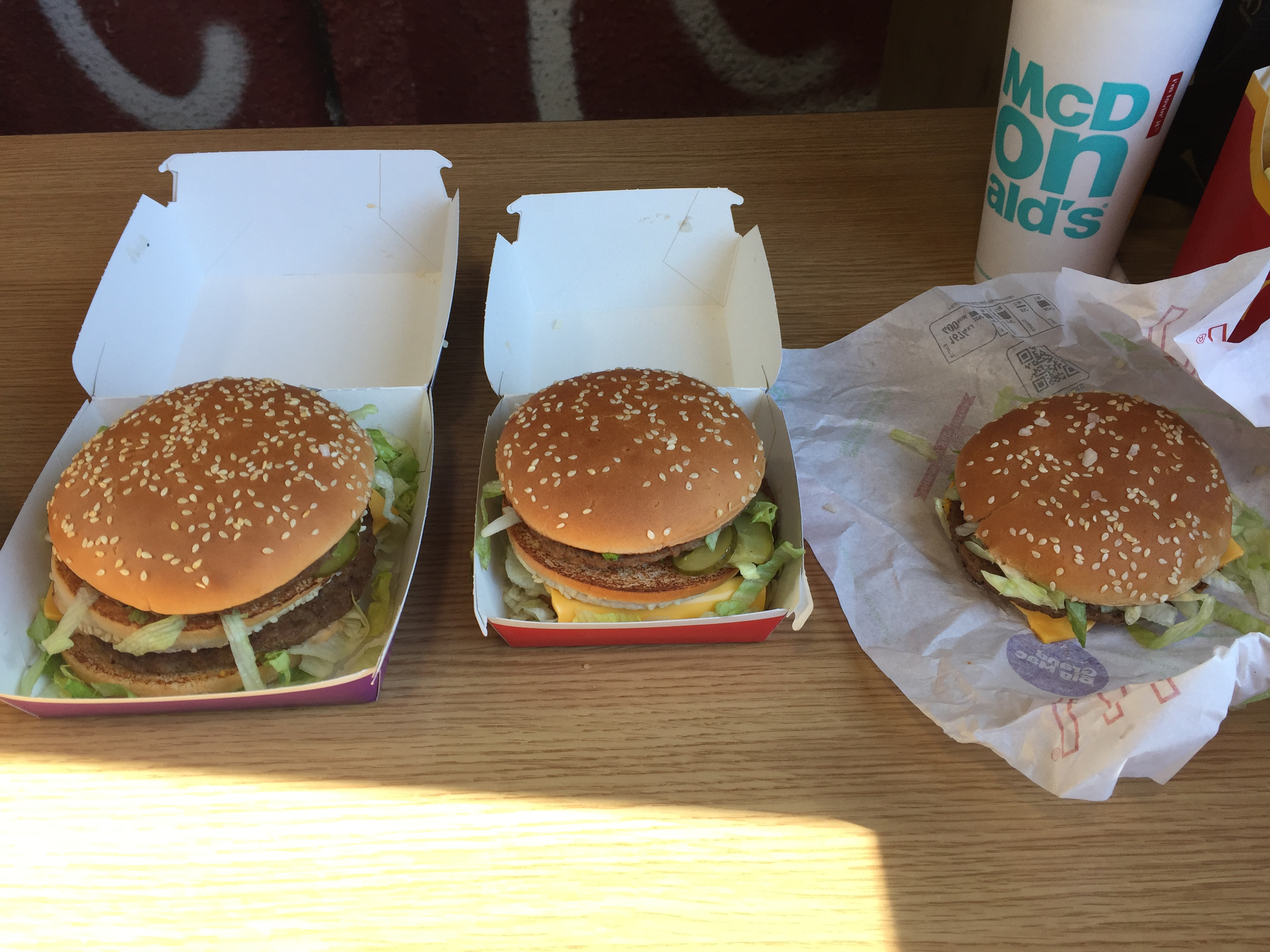
Một cái Grand Big Mac (trái) và Mac Jr. (phải) cùng Big Mac thông thường (giữa), được bán ở Anh Quốc trong thời gian giới hạn như một phần của buổi lễ kỷ niệm 50 năm ngày bánh hamburger ra đời.

- Mega Mac hoặc Double Big Mac: gồm bốn miếng thịt bò 1,6 oz (45,4 g) và một lát pho mát bổ sung. Biến thể này có sẵn ở Canada, Trung Quốc, Ai Cập, Ireland, Nhật Bản, Malaysia (chỉ trong thời gian khuyến mại), Thổ Nhĩ Kỳ, Singapore, Pakistan, Hàn Quốc, Thái Lan cùng Vương quốc Anh.[25] Công thức của món này đã lan truyền đến Mỹ vào đầu năm 2020.[33] Tại Úc, món ăn đã ngừng sản xuất và được thay thế bởi Grand Big Mac. Ngoài ra, Double Big Mac còn là loại hamburger lớn nhất từng được bán bởi McDonald's,[34] trong khi món bánh thì chứa đến 680 calo.[35]
- Big Big Mac: có hình dáng tương tự như dòng hamburger Quarter Pounder bán ở Châu Âu (Phần Lan, Bỉ, Tây Ban Nha, Bồ Đào Nha và Ý). Món bánh này ra mắt định kỳ ở Thụy Điển với cái tên "Grand Big Mac".[36]
- Denali Mac: có thành phần chính là hai miếng thịt bò một phần tư pound, được đặt theo tên của núi Denali ở Alaska và chỉ được bán tại bang đó.[37][38] Ngoài ra, món bánh còn được biết đến với cái tên Bigger Big Mac khi bán dưới dạng sản phẩm ưu đãi giới hạn để kỷ niệm FIFA World Cup 2006.
- Ở Ấn Độ — nơi cấm tiêu thụ thịt bò ở hầu hết các bang — Big Mac được mọi người gọi là Maharaja Mac và ban đầu được làm bằng thịt cừu thay vì thịt bò; tuy nhiên, hiện nay món bánh (cùng với nhiều mặt hàng khác của công ty) lại chế biến từ thịt gà.[39][40] Ngoài ra, thực khách cũng có thể gọi món Big Mac chay, trong đó thay thế thịt bò bằng bắp ngô.
- Tại Israel, bánh Big Mac được chế biến mà không có pho mát, vì luật ăn kiêng của người Do Thái cấm kết hợp thịt với các sản phẩm làm từ sữa.[41]
- Ở Venezuela, Big Mac được gọi là Big Melt, thay thế những lát pho mát bằng xốt pho mát cheddar.
- Chicken Big Mac là loại Big Mac với hai miếng thịt gà tẩm bột chiên xù, được bán ở Pakistan, Ai Cập, Các tiểu Vương quốc Ả rập Thống nhất, Kuwait, Qatar và các quốc gia khác dưới dạng hamburger khuyến mãi.[42][43][44]
- Giga Big Mac được bán tại Nhật Bản. Đây là một biến thể của Big Mac nhưng có kích thước lớn hơn, với lượng thịt nhiều gấp ba lần so với loại thông thường.[45]
- Little Mac hay Mac Jr. là một biến tấu thu nhỏ của Big Mac tiêu chuẩn, sử dụng loại bánh mì hai lát và chỉ chứa một miếng thịt bò. Món ăn đã có sẵn ở Hoa Kỳ dưới dạng khuyến mãi (có thời hạn) kể từ năm 2017.[46] Ở Úc, loại bánh này mang tên Son of Mac và hiện đã ngừng sản xuất.[47]
- Big Mac BLT là một loại Big Mac tiêu chuẩn có thêm thịt xông khói (bacon) và cà chua (tomato). Món ăn ra mắt tại Úc và New Zealand dưới dạng sản phẩm quảng cáo vào cuối năm 2017.[48]
- Grand Mac sử dụng miếng thịt to hơn, với tổng trọng lượng là 1⁄3 pound (150 g). Món ăn chào sân tại thị trường Hoa Kỳ vào đầu năm 2017 và xuất hiện lần đầu ở Vương quốc Anh, Ireland và Úc với tên gọi "Grand Big Mac" vào năm 2018, nhằm kỷ niệm 50 năm sự ra đời của Big Mac.[46]
- Big Mac Bacon được giới thiệu tại các thị trường được chọn vào năm 2018. Về cơ bản, đây là một loại Big Mac có thêm thịt xông khói.[49]
- Monster Mac: được bán ở Đức, với 9 miếng thịt bò và một lát pho mát bổ sung.[6]
- McKinley Mac chỉ có ở Alaska, được chế biến bằng loại thịt của Quarter Pounded (lớn hơn so với Big Mac).[47]

## Nhân vật McDonaldland
Ngoài loại bánh hamburger đặc trưng của McDonald's, Big Mac còn là tên của một nhân vật, Sĩ quan Big Mac, trong McDonaldland — một thế giới hư cấu được tạo ra như một chiến dịch quảng cáo của McDonald. Sĩ quan Big Mac cũng tương tự như Thị trưởng McCheese, ngoại trừ việc ông ấy là trưởng phòng cảnh sát, mặc đồng phục cảnh sát và đội một chiếc Big Mac cỡ lớn trên đầu.

## Viện bảo tàng

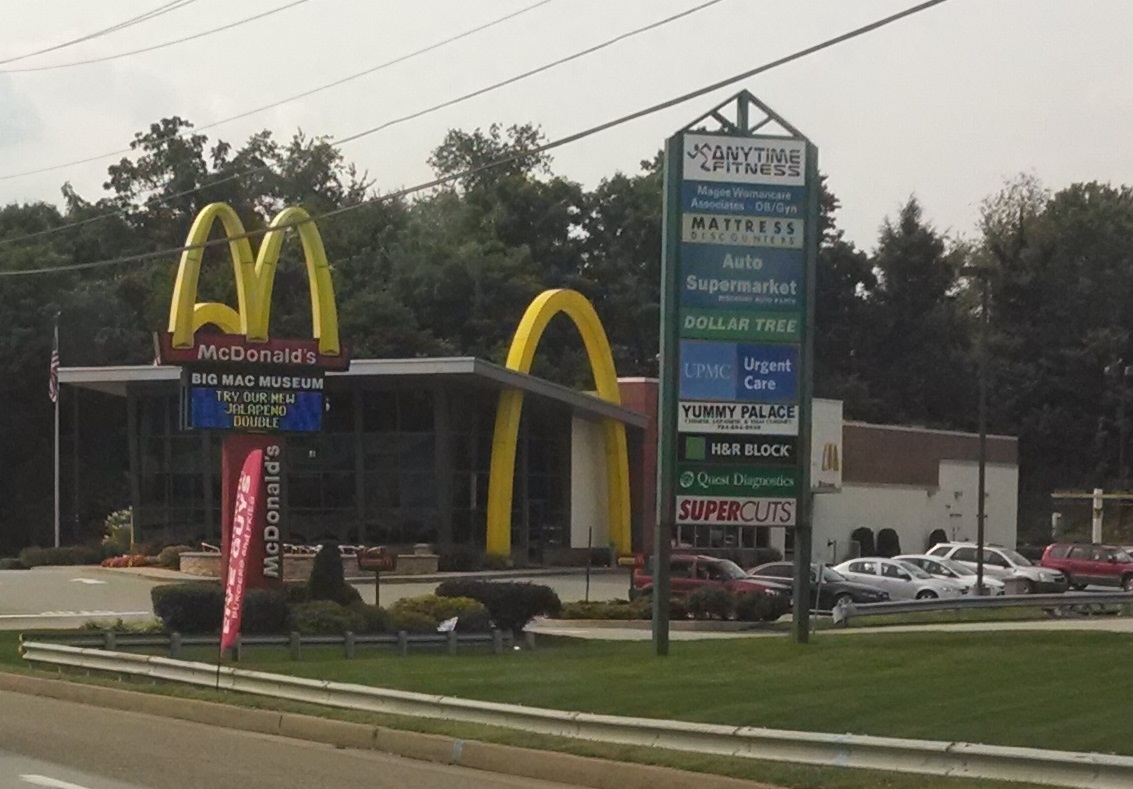
Viện bảo tàng Big Mac năm 2014

Vào ngày 22 tháng 8 năm 2007, McDonald's đã khánh thành Viện bảo tàng Big Mac ở North Huntingdon, Pennsylvania để kỷ niệm 40 năm ngày bánh Big Mac ra đời. Bảo tàng này chứa bức tượng Big Mac lớn nhất thế giới (cao 4,3 mét và rộng 3,7 mét) cũng như hàng trăm vật trưng bày và hiện vật liên quan đến lịch sử hình thành Big Mac.
Một số cư dân Uniontown đã tỏ ra không hài lòng với địa điểm xây viện bảo tàng. Người phát ngôn của McDonald's lập luận rằng quyết định của chuỗi nhà hàng bắt nguồn từ việc dễ dàng tiếp cận đường cao tốc.

## Giá trị dinh dưỡng theo vị trí địa lý
Big Mac là một sản phẩm được bản địa hóa về mặt địa lý. Tại Hoa Kỳ, Big Mac chứa 550 kcal (2.300 kJ), 29 gam chất béo cùng 25 gam protein. Ở Australasia, bánh nhỏ hơn một chút với 493 kcal (2.060 kJ) và 26,9 gram chất béo, nhưng lượng protein thì tương đương (25,2 gram), trong khi bánh hamburger của Nhật Bản thì đứng đầu bảng xếp hạng với 557 kcal và 30,5 gram chất béo. Một số công ty con của McDonald's đã tinh chỉnh vài đặc điểm của món bánh Big Mac (Mỹ) sao cho phù hợp với những yêu cầu của khu vực.
| Quốc gia              | Năng lượng kcal | Carbohydrate g | Protein g | Tổng chất béo g | Chất xơ g | Muối tương đương mg | Khẩu phần g | Chú thích                                            |
| --------------------- | --------------- | -------------- | --------- | --------------- | --------- | ------------------- | ----------- | ---------------------------------------------------- |
| Argentina             | 485             | 40             | 24        | 26              | 3.3       | 2005                |             |                                                      |
| Úc                    | 498             | 39,4           | 23,2      | 27,0            |           |                     | 200         | [ liên kết hỏng ]                                    |
| Áo                    | 495             | 40             | 27        | 25              | 3         | 2300                | 219         |                                                      |
| Bỉ                    | 495             | 40             | 27        | 25              |           | 2300                |             | Lưu trữ ngày 13 tháng 9 năm 2013 tại Wayback Machine |
| Bosnia và Herzegovina | 510             | 41             | 27        | 26              | 3         | 2200                |             |                                                      |
| Brazil                | 491             | 40             | 26        | 26              | 3.8       | 2033                |             |                                                      |
| Canada                | 520             | 45             | 23        | 28              | 3         | 2413                | 209         |                                                      |
| Chile                 | 478             | 40             | 26        | 24              | 4         | 2133                |             | [ liên kết hỏng ]                                    |
| Trung Quốc            | 520             | 46             | 26        | 26              |           |                     |             |                                                      |
| Croatia               | 510             | 41             | 27        | 26              | 3         | 2200                |             | .hr                                                  |
| Cộng hòa Séc          | 510             | 41             | 27        | 26              |           | 2200                |             |                                                      |
| Đan Mạch              | 510             | 41             | 27        | 26.1            | 3         | 2200                |             |                                                      |
| Ai Cập                | 522             | 52             | 28.235    | 30              | 2         |                     | 234         |                                                      |
| Phần Lan              | 510             | 41             | 27        | 26              | 3         | 2200                |             |                                                      |
| Pháp                  | 508             | 42             | 27        | 26              | 3.1       | 2300                | 221         |                                                      |
| Đức                   | 510             | 41             | 27        | 26              | 3         | 2200                | 221         |                                                      |
| Hy Lạp                | 495             | 40             | 27        | 25              | 3         | 2300                | 221         | .gr                                                  |
| Hồng Kông             | 497             | 43.1           | 26.4      | 24.2            |           | 2003                |             |                                                      |
| Hungary               | 510             | 41             | 27        | 26              | 3         | 2200                |             |                                                      |
| Ireland               | 490             | 41             | 28        | 24              | 4         | 2100                |             |                                                      |
| Ý                     | 510             | 42             | 27        | 26              | 3         | 2200                |             | [ liên kết hỏng ]                                    |
| Nhật Bản              | 557             | 45.2           | 25.5      | 30.5            |           | 2800                |             |                                                      |
| Lithuania             | 509             | 42             | 27        | 26              | 3.1       | 2300                | 219         |                                                      |
| Malaysia              | 484             | 46             | 26        | 23              |           | 1825                | 209         |                                                      |
| Mexico                | 486             | 45             | 22        | 26              | 3         | 2228                |             | [ liên kết hỏng ]                                    |
| Hà Lan                | 510             | 41             | 27        | 26              | 3         | 2200                |             |                                                      |
| New Zealand           | 494             | 36.8           | 26.4      | 25.9            |           | 2415                | 202         | [ liên kết hỏng ]                                    |
| Na Uy                 | 510             | 41             | 27        | 26              | 3         | 2200                |             |                                                      |
| Ba Lan                | 510             | 41             | 27        | 26              | 3         | 2200                |             |                                                      |
| Bồ Đào Nha            | 509             | 42             | 27        | 26              | 3.2       | 2300                | 219         | .pt                                                  |
| Romania               | 510             | 41             | 27        | 26              | 3         | 2200                |             | [ liên kết hỏng ]                                    |
| Nga                   | 495             | 40             | 27        | 25              | 3         | 2300                |             | [ liên kết hỏng ]                                    |
| Serbia                | 493             | 40             | 27        | 25              | 3         | 2300                |             | .rs                                                  |
| Singapore             | 522             | 43             | 28        | 26              | 3         | 970                 |             | .sg                                                  |
| Nam Phi               | 496             | 39             | 24.3      | 26.4            | 3.2       | 2433                |             |                                                      |
| Hàn Quốc              | 510             |                | 26        |                 |           | 2533                | 213         |                                                      |
| Thụy Điển             | 505             | 42             | 26        | 26              | 3         | 2300                | 219         |                                                      |
| Thụy Sĩ               | 510             | 41             | 27        | 26              | 3         | 2200                |             |                                                      |
| Đài Loan              | 530             | 45             | 27        | 26              |           |                     |             | .tw                                                  |
| Thổ Nhĩ Kỳ            | 480             | 43             | 28        | 22              |           | 2100                |             |                                                      |
| Ukraine               | 509             | 42             | 27        | 26              |           | 2300                |             | .ua                                                  |
| Anh Quốc              | 508             | 43             | 26        | 25              | 3.6       | 2300                |             |                                                      |
| Hoa Kỳ                | 540             | 47             | 25        | 28              | 3         | 2426                | 215         |                                                      |

## Thông tin bên lề
- Bánh Big Mac ban đầu được tạo ra để phục vụ các công nhân nhà máy.[5][47]
- Don Gorske hiện đang giữ kỷ lục là người ăn nhiều bánh Big Mac nhất thế giới. Ông tiêu thụ ít nhất một cái mỗi ngày kể từ năm 1972 và đã ăn chiếc Big Mac thứ 30000 vào tháng 5 năm 2018, đồng thời còn tuyên bố rằng loại bánh này chiếm đến 90% khẩu phần ăn trong đời ông.[56][57][58]
- Big Mac ở Thụy Sĩ có giá thành đắt nhất thế giới, với mức giá là 7,29 USD.[59]
- Một lát bánh mì của Big Mac có đến 385-400 hạt mè.[5]
- Để vinh danh kỷ niệm 25 năm ra đời của loại bánh này, Sophie Masloff, thị trưởng của Pittsburgh vào thời điểm đó, đã gọi Pittsburgh là "Thành phố Big Mac, Hoa Kỳ." Bà đã công bố cái tên mới trong một buổi lễ chính thức, đồng thời Delligatti cũng có mặt tại đó.[47]
- Theo nhiều nguồn tin, Jim Delligatti trước đó đã quản lý một nhà hàng Bob's Big Boy ở California trước khi mở nhà hàng McDonald's đầu tiên của mình. Món ăn đặc trưng của Bob's Big Boy là bánh hamburger "hai tầng", với loại nước xốt đặc trưng cùng một chiếc bánh mì ba lát.[60]

## Hình ảnh

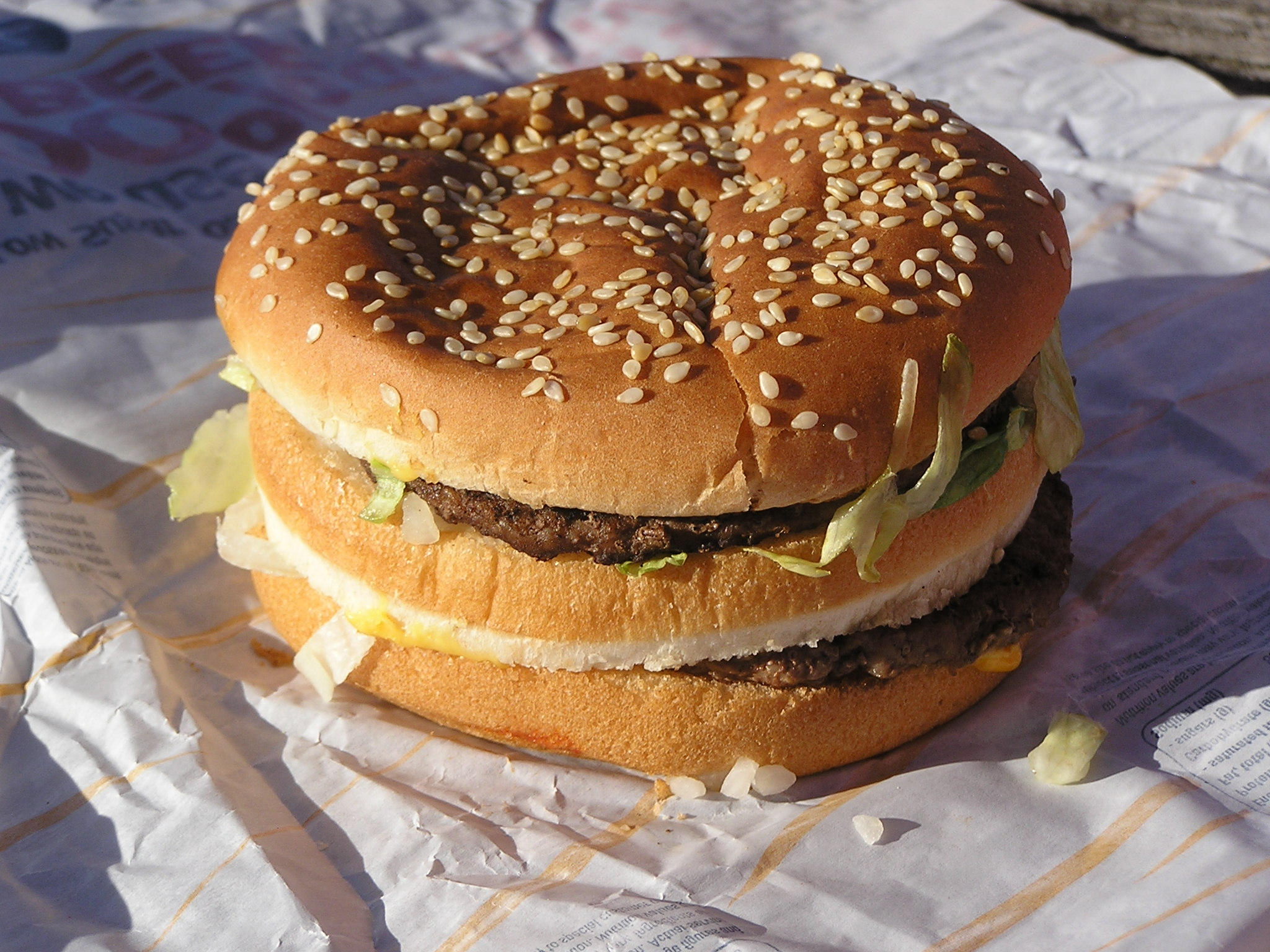
Bánh Big Mac được mua ở Canberra, Úc
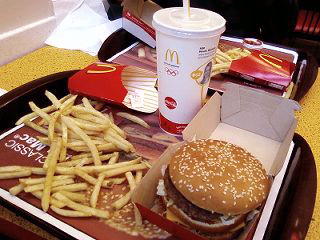
Một "bữa ăn Big Mac"
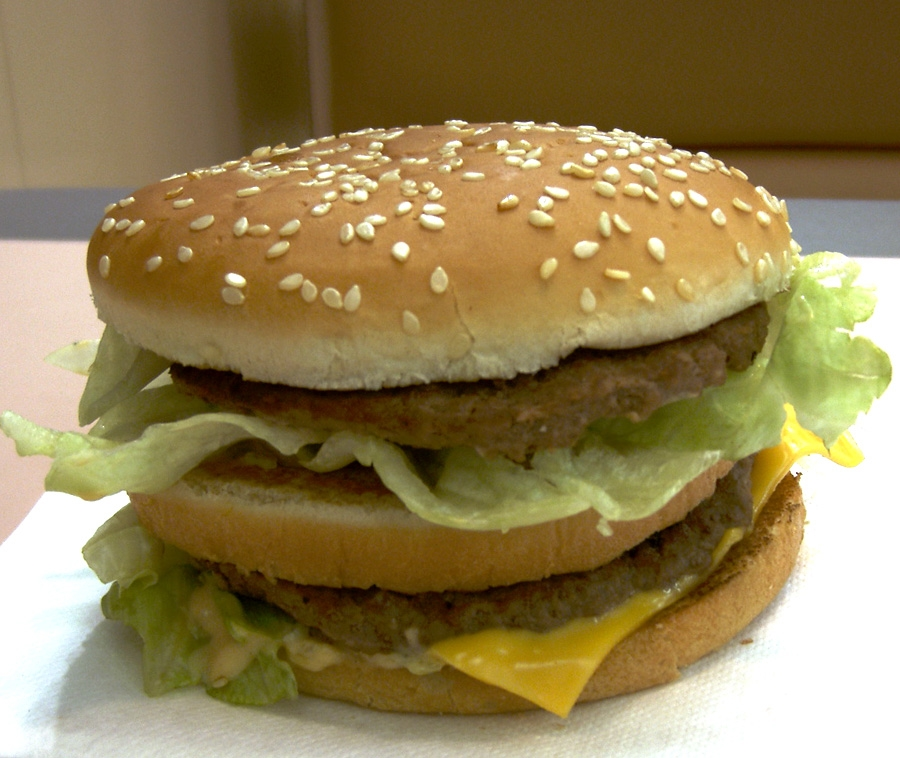
Big Mac ở Tokyo, Nhật Bản
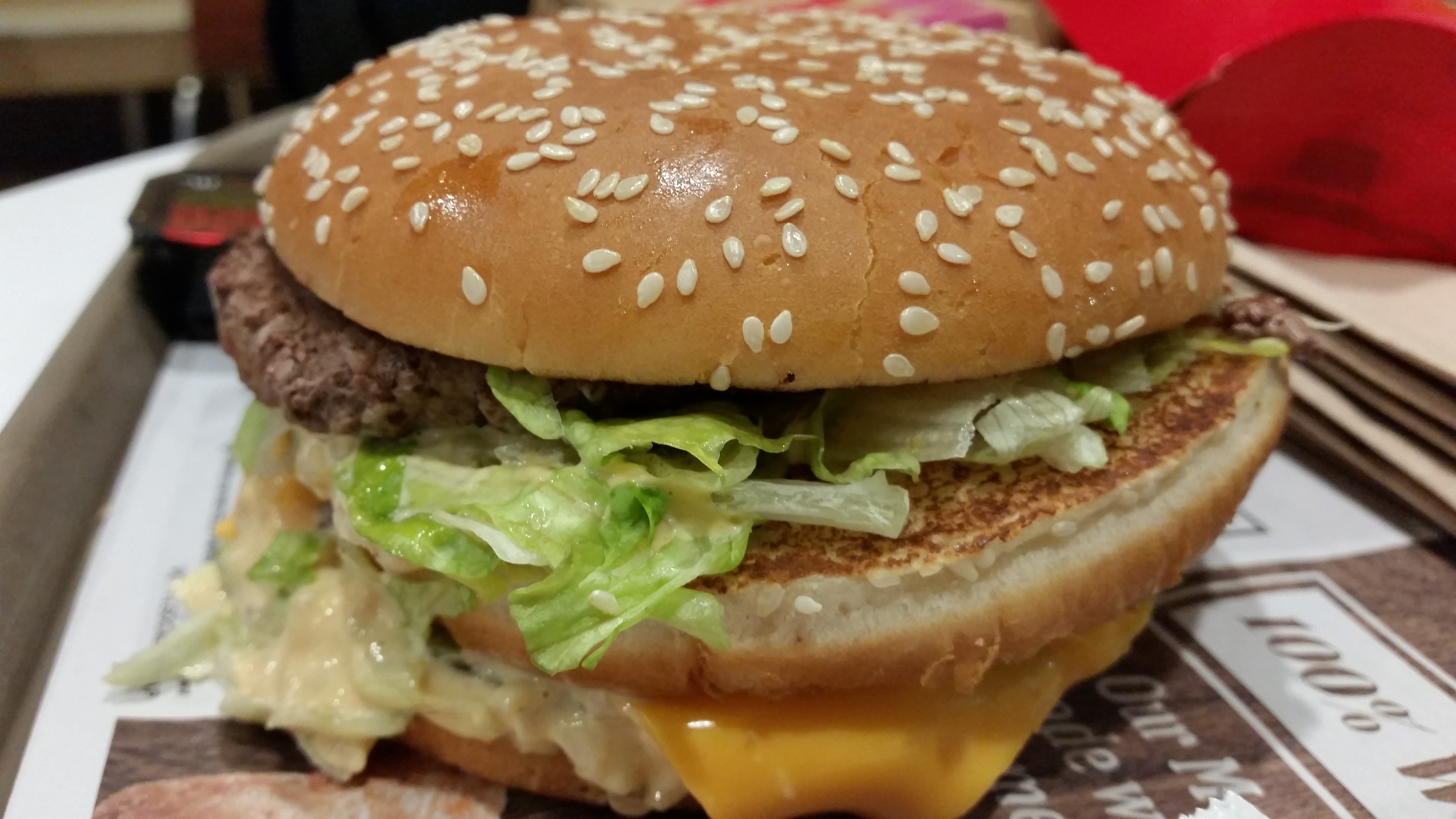
Grand Big Mac